# Amour fou (X-Files)
Pour les articles homonymes, voir Amour fou.
Amour fou (Elegy) est le 22e épisode de la saison 4 de la série télévisée X-Files. Dans cet épisode, Mulder et Scully enquêtent sur une série de meurtres de femmes, meurtres dont les victimes font des apparitions fantomatiques.
L'épisode a obtenu des critiques globalement favorables.

## Résumé
Angelo Pintero, propriétaire d'une salle de bowling de Washington, voit une jeune femme blessée prisonnière à l'intérieur de la machine qui positionne les quilles. S'apercevant que la police est sur le parking, il sort chercher de l'aide et voit la même jeune femme morte la gorge tranchée. Mulder et Scully s'occupent de ce cas car c'est le troisième meurtre dans le même quartier en peu de temps, un témoin ayant vu à chaque fois le fantôme des victimes. Mulder découvre les mots « elle est moi » écrits sur la piste de bowling, ces mêmes mots ayant été ceux prononcés par l'auteur d'un appel anonyme se faisant passer pour l'une des précédentes victimes. Mulder et Scully interrogent les patients de l'hôpital psychiatrique d'où l'appel a été passé et s'intéressent particulièrement à Harold Spuller, un autiste au 
comportement obsessionnel compulsif  qui travaille à temps partiel dans la salle de bowling de Pintero.
Scully voit les mots « elle est moi » apparaître sur le miroir d'une salle de bains et le fantôme d'une jeune femme se tenir devant elle. Peu après, Mulder lui annonce qu'une nouvelle victime vient d'être retrouvée. Alors que Scully délaisse l'enquête pour s'occuper de sa santé, Mulder visite avec Spuller une salle souterraine que celui-ci a aménagé sous les pistes de bowling et dans laquelle il tient tous les scores des joueurs, incluant ceux des victimes. Spuller voit soudain le fantôme de Pintero essayer de lui parler, et il s'avère que Pintero vient d'être victime d'une crise cardiaque fatale. Mulder découvre alors que toutes les personnes qui ont vu le fantôme d'une victime étaient elles-mêmes sur le point de mourir, Scully saisissant tout de suite ce que cela implique pour elle.
À l'hôpital, l'infirmière Innes tourmente Spuller, qui la blesse légèrement avant de s'enfuir. Pendant que Mulder part à sa recherche, Scully interroge Chuck Forsch, un autre patient ami avec Spuller. Forsch lui confie que Spuller craignait qu'Innes ne l'empoisonne à petit feu. Scully va alors poser des questions à Innes, qui craque sous la pression et attaque Scully avec son scalpel. Scully la neutralise et explique ensuite à Mulder qu'Innes prenait les médicaments destinés à Spuller, ce qui la rendait violente, et cherchait par ses actes à détruire l'amour que Spuller, l'objet de son mépris, portait aux victimes. Le corps de Spuller est découvert peu après, victime apparemment d'une défaillance respiratoire. Scully avoue ensuite à Mulder qu'elle a vu elle aussi le fantôme d'une victime. Elle voit peu après le fantôme de Spuller sur le siège arrière de sa voiture.

## Distribution
- David Duchovny : Fox Mulder
- Gillian Anderson : Dana Scully
- Steven M. Porter : Harold Spuller
- Alex Bruhanski : Angelo Pintero
- Sydney Lassick : Chuck Forsch
- Nancy Fish : l'infirmière Innes
- Daniel Kamin : l'inspecteur Hudak
- Christine Willes : Karen Kosseff
- Lorena Gale : l'avocate

## Production
L'idée du scénario est inspirée à John Shiban par une visite rendue à l'hôpital au père mourant de sa future femme. Ce dernier pensait voir de nombreuses personnes dans la pièce alors qu'il n'y avait que Shiban et sa fiancée, ce qui a donné au scénariste l'idée que les mourants étaient capables de voir un autre monde. Shiban écrit alors une histoire qui prend son commencement avec une allée de bowling hantée. Le personnage d'Harold Spuller est inspiré à Shiban par son amour du film Vol au-dessus d'un nid de coucou (1975). L'acteur Sydney Lassick, qui interprète un autre patient, a d'ailleurs joué dans ce film.
L'équipe chargée des repérages recherche activement une salle de bowling susceptible de servir de décor à plusieurs scènes de l'épisode mais de nombreuses salles de Vancouver sont réticentes à l'idée de devoir fermer pendant trois jours pour permettre le tournage. Celui-ci se déroule finalement au Thunderbird Bowling Centre, qui l'autorise à la condition que l'équipe de la série prenne des précautions particulières afin de préserver les pistes.

## Accueil

### Audiences
Lors de sa première diffusion aux États-Unis, l'épisode réalise un score de 10,6 sur l'échelle de Nielsen, avec 16 % de parts de marché, et est regardé par 17,10 millions de téléspectateurs.

### Accueil critique
L'épisode obtient des critiques globalement favorables. Le site Le Monde des Avengers lui donne la note de 4/4. Dans leur livre sur la série, Robert Shearman et Lars Pearson lui donnent la note de 4/5. John Keegan, de Critical Myth, lui donne la note de 9/10. Paula Vitaris, de Cinefantastique, lui donne la note de 3/4, saluant particulièrement l'impact émotionnel apporté par le personnage de Scully.
Plus mitigé, Todd VanDerWerff, du site The A.V. Club, lui donne la note de B-.